# Wasurenai kara
Wasurenai kara (jap. 忘れないから; , dos. Nie zapomnij) – jedenasty singel japońskiego artysty Gackta, wydany 24 kwietnia 2002 roku. Singel osiągnął 4 pozycję w rankingu Oricon i pozostał na listach przebojów przez 5 tygodni. Sprzedano 132 260 egzemplarzy.

## Lista utworów
Wszystkie utwory zostały napisane i skomponowane przez Gackt C.
| Nr | Tytuł                                                                      | Aranżacja  | Czas |
| -- | -------------------------------------------------------------------------- | ---------- | ---- |
| 1. | "Wasurenai kara" (jap. 忘れないから)                                       | chachamaru |      |
| 2. | "Dooms day"                                                                | chachamaru |      |
| 3. | "Wasurenai kara" (Instrumental) (jap. 忘れないから(インストゥルメンタル）) | chachamaru |      |